# Kit car
Pour les articles homonymes, voir Kit.
Pour la catégorie de voitures de rallye, voir FIA Groupe A.

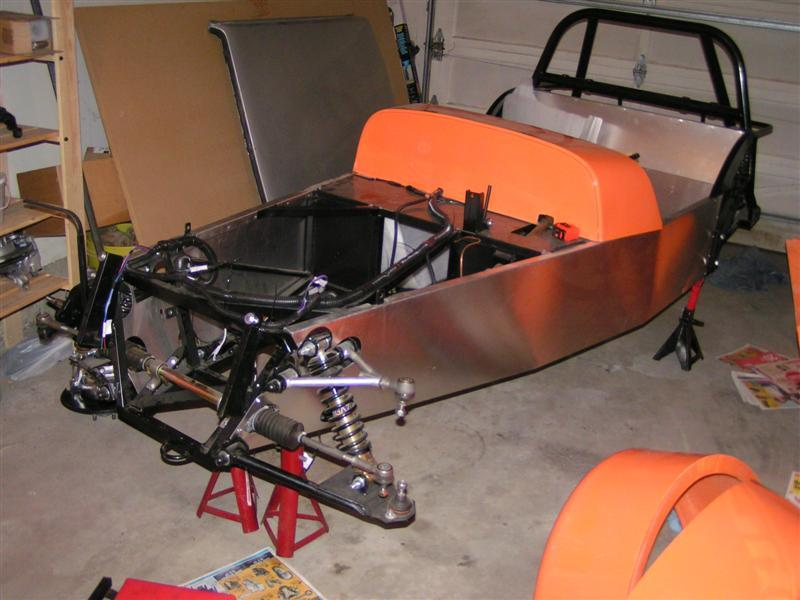
Une Locost en cours de montage

Une kit car est une automobile achetée en kit et montée par l'utilisateur lui-même ou par un prestataire de service.
Bien que ce soit un phénomène principalement anglo-saxon, de nombreuses entreprises proposent des châssis et des pièces adaptés à la fabrication d'une kit car de par le monde. La réglementation française rend quasiment impossible l'immatriculation de tels véhicules. Parmi ces anglaises, citons la Marcos GT ou la Lotus Seven, qui sont des exemples connus.
Bon nombre de buggies sont des kit cars constituées d'une coque en fibre de verre posée sur un châssis Volkswagen Coccinelle. Des voitures très sportives sont aussi vendues sous forme de kits comme l'Ultima GTR (un « monstre » de 640 ch avec une vitesse maximale de 375 km/h), et notamment des répliques de voitures de sport anciennes qui ne sont plus fabriquées (AC Cobra, Lotus Seven, Ford GT40, Porsche 356 et 550, etc.).
La première kit car de sport a été produite par André Marcadier et Marcel Fournier en 1963, sous la marque lyonnaise Fournier-Marcadier : la barquette FM-01.

## Galerie

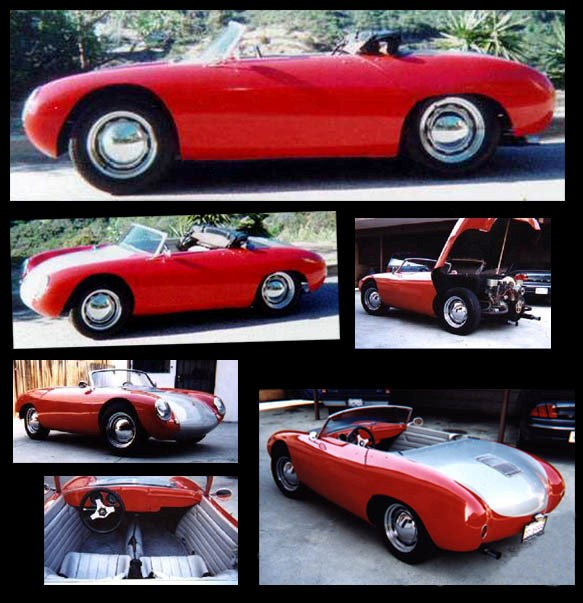
Réplique de Porsche 550 Spyder
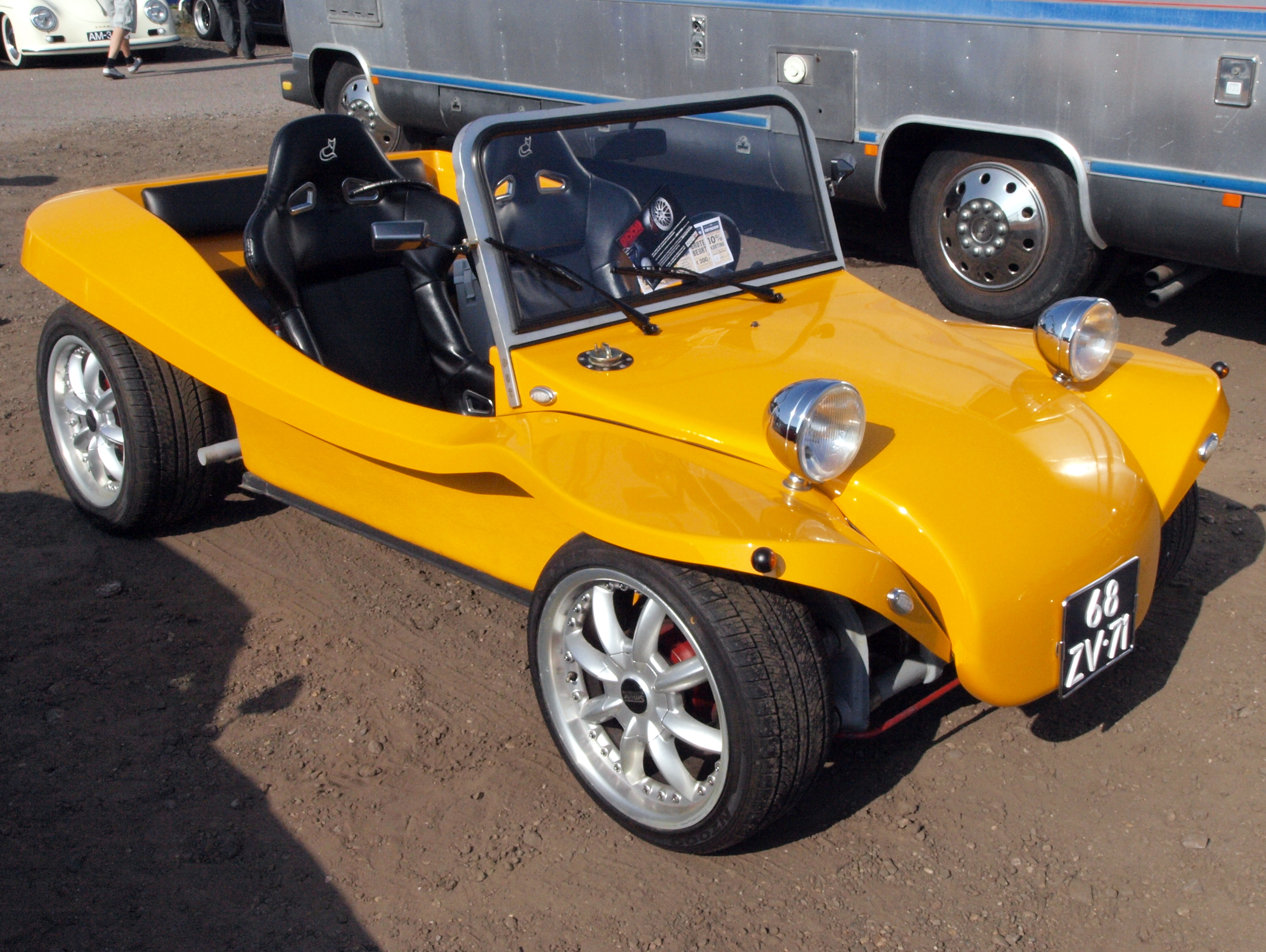
Un buggy sur base Volkswagen
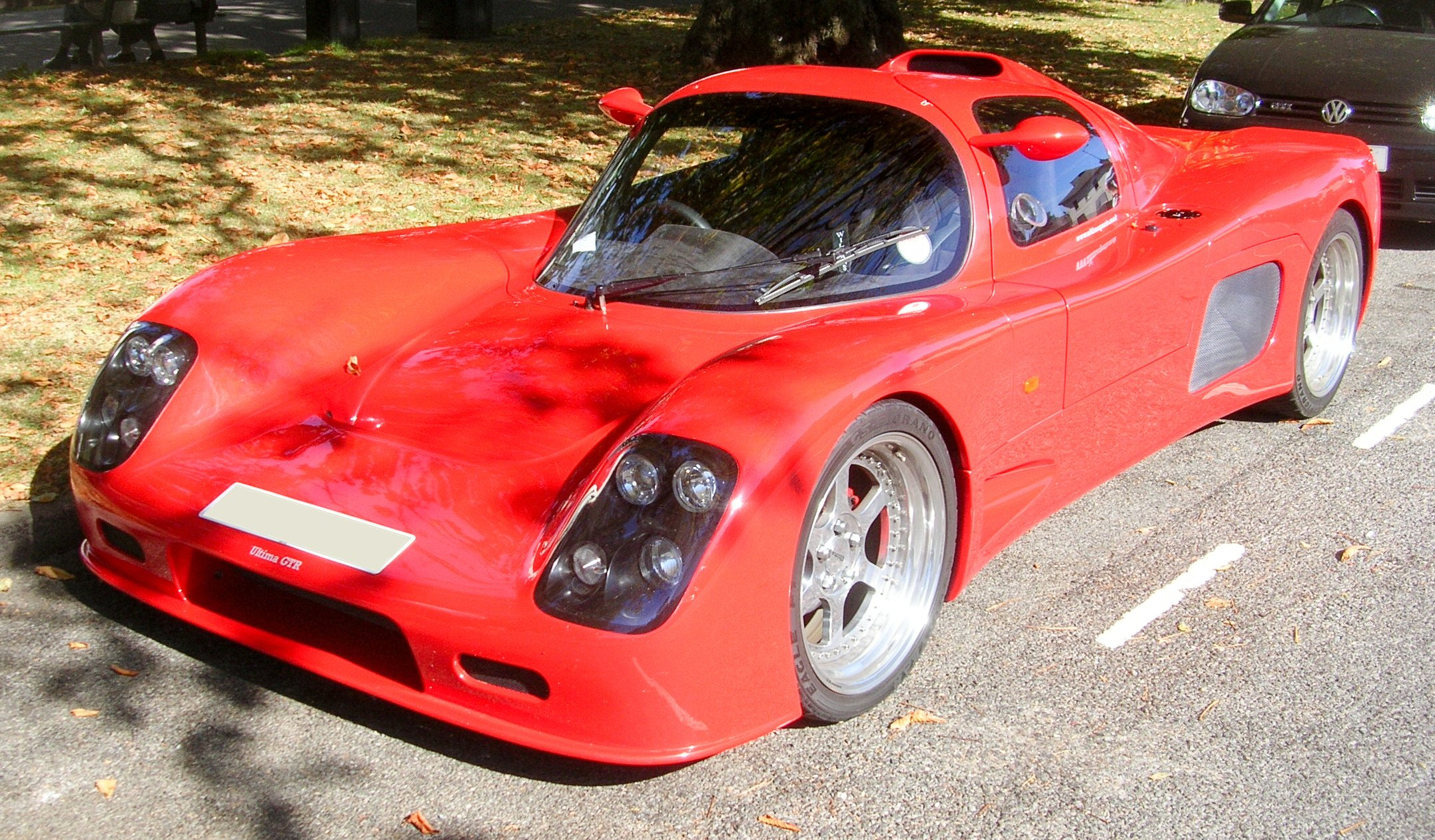
Une Ultima GTR
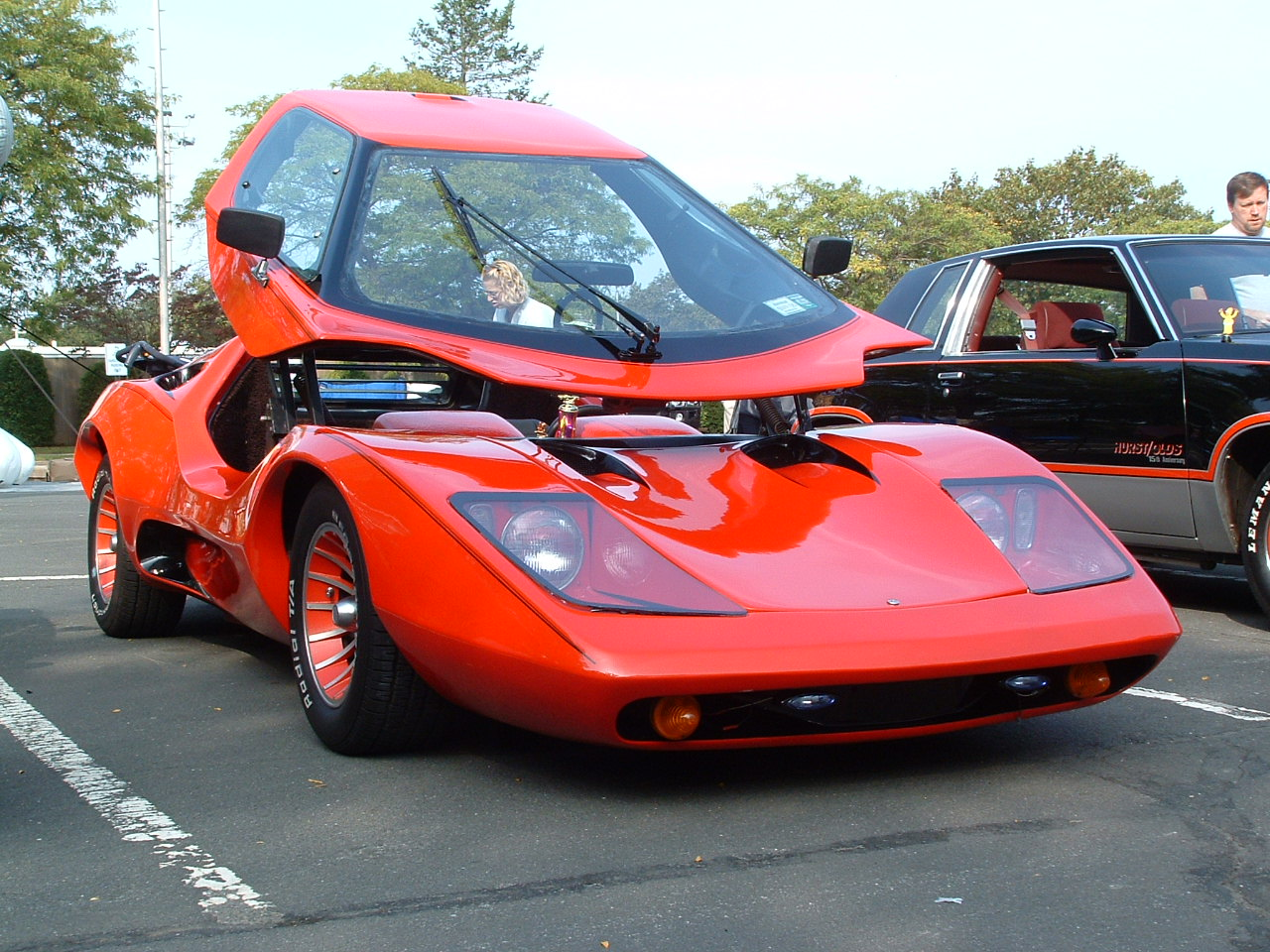
Une kit car Sterling Nova

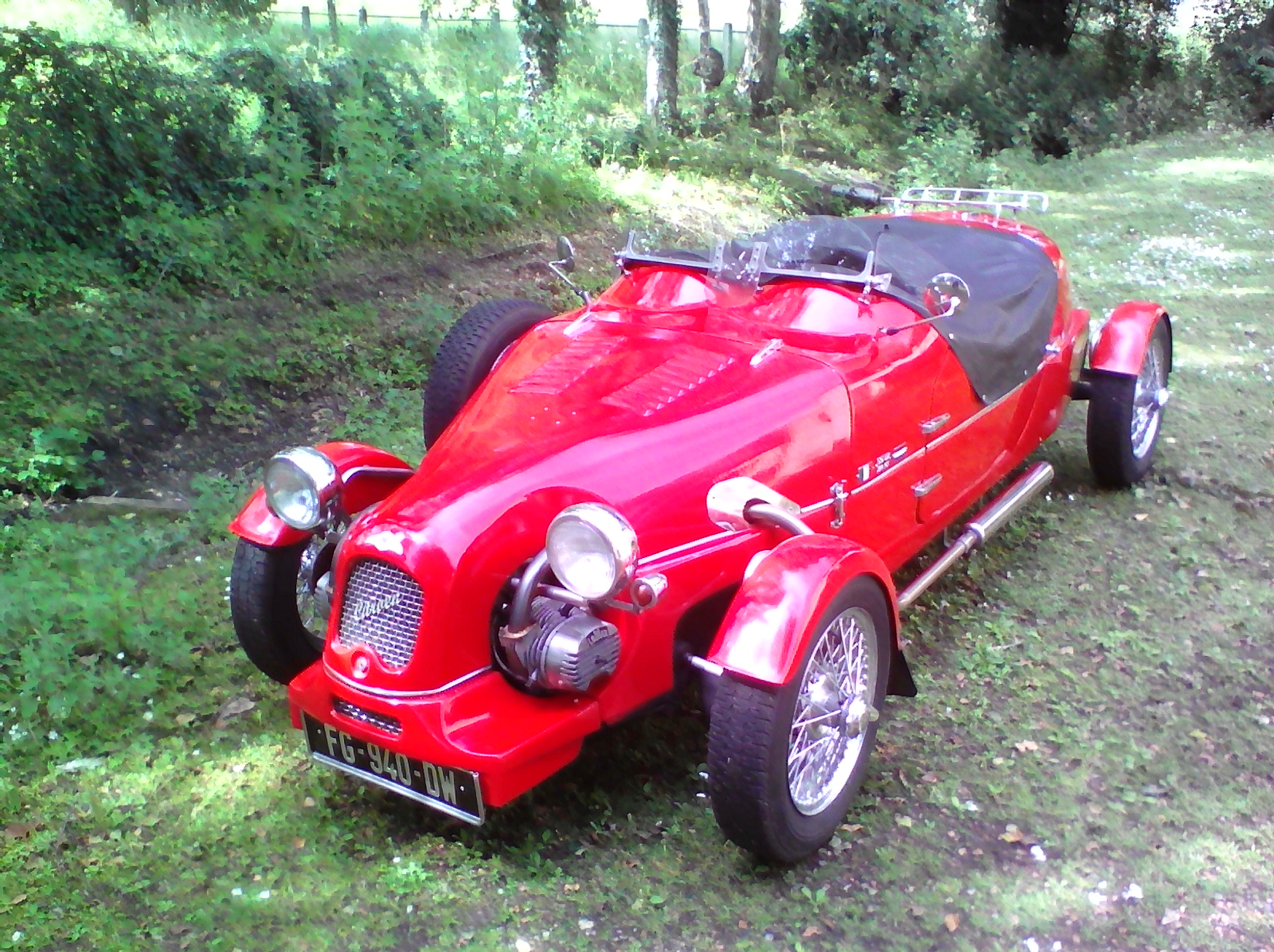
Lomax 224

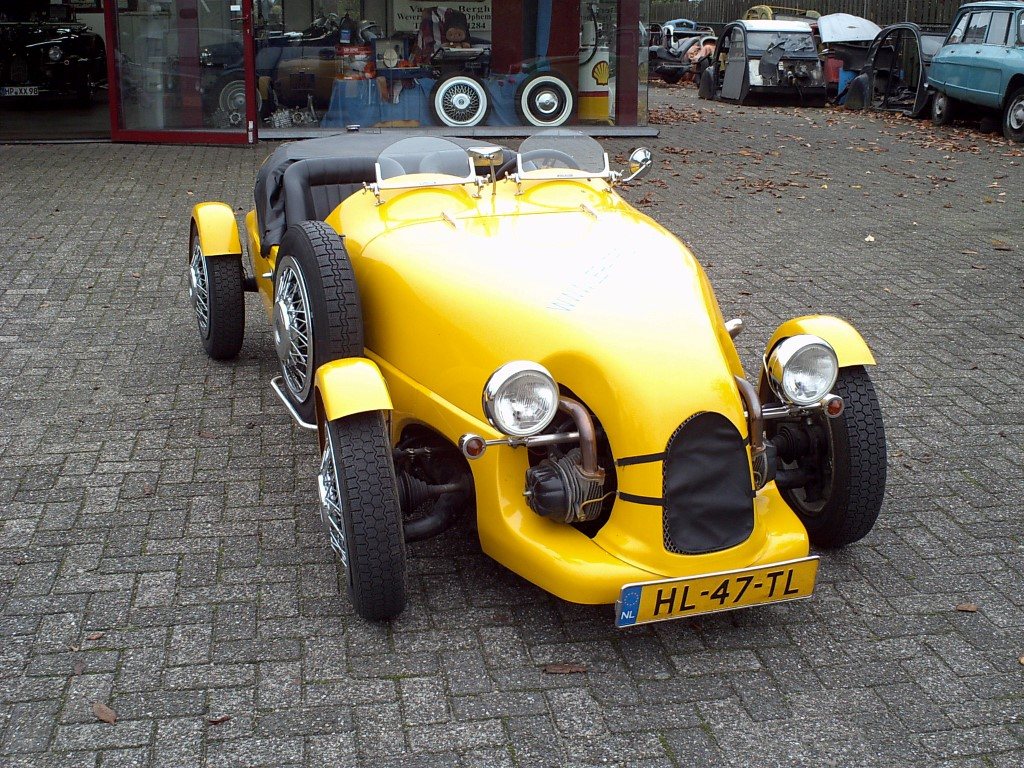
Le Patron 4